# Sun (lengtemaat)
De cun (Chinees: 寸, Pinyin: cùn, Wade: ts'un) of sun (Japans: 寸) is een traditionele Chinese en Japanse lengtemaat. Traditioneel kwam de sun overeen met de breedte van de duim bij het bovenste kootje. De gezamenlijke breedte van de wijs- en middelvinger stond gelijk aan 1,5 sun en de breedte van alle vingers zonder de duim was drie sun. De sun wordt nog steeds gebruikt om het lichaam op te delen in verschillende gebruiken bij acupunctuur. 
Een sun is 1/10 van een Shaku. Binnen het metrische stelsel is de lengtemaat in China gestandaardiseerd op ongeveer 3 1/3 cm en in Japan op 3,03 cm. 